# Labus seyrigi
Labus seyrigi är en stekelart som beskrevs av Giordani Soika. Labus seyrigi ingår i släktet Labus och familjen Eumenidae. Inga underarter finns listade i Catalogue of Life.